# الارا (قمر)
الارا (ماه)(به انگلیسی: Elara)، یکی از ماه‌های مشتری است ابعاد آن ۸۶ کیلومتر، جرم آن ۸۷ ×۱۰۱۶ کیلوگرم و نیم‌قطر بزرگ آن ۱۱ ۷۷۸ ۰۳۴ کیلومتر است.این ماه در سال ۱۹۰۵ کشف شد.